# Alba Rico Navarro
Alba Rico Navarro (ur. 26 lutego 1989 w Elda, Hiszpania) – hiszpańska piosenkarka i aktorka. Stała się popularna dzięki roli Natalii (Naty), prawej ręki Ludmiły w serialu Violetta.

## Życiorys
Zaczęła studiować w wieku 14 lat. Ukończyła szkołę aktorską Escuela Superior de Arte Dramático w Murcji, uzyskując tytuł licencjata sztuk. Jest autorką kilku sztuk teatralnych i monologów. W 2010 roku zagrała w hiszpańskiej sztuce "La gasolinera" za którą otrzymała nagrodę w kategorii Najlepsza Aktorka w Festiwalu Joy (Vitoria). Jako aktorka znana w rodzinnej Hiszpanii, została wybrana do obsady międzynarodowego serialu Violetta, Disney Channel, gdzie gra Natalię "Naty", prawą rękę Ludmiły i ukochaną Maxi'ego. W 2013–2014 razem z obsadą serialu Violetta wzięła udział w międzynarodowej trasie koncertowej Violetta En Vivo po Ameryce Łacińskiej, Brazylii, Hiszpanii, Francji i Włoszech. W 2014 roku zakończyła grać w serialu Violetta. Na początku 2015 roku wzięła udział w nowej trasie koncertowej serialu Violetta po Europie, Ameryce Południowej i Środkowej, Violetta Live.
W roku 2014 założyła bloga My B Side, AcrossTheWorld.
Ma brata o imieniu Ramon.

## Kariera artystyczna

### Teatr
- 2010 – "La Gasolinera" de Fulgencio M. Lax.
- 2013-14 – "Violetta en Vivo"
- 2015- "Violetta Live"

### Telewizja
- Violetta (jako Natalia "Naty")
- The U-Mix Show
  - Gość specjalny wraz z Facundo Gambandé w 14 programie sezonu 2.
  - Gość specjalny z Dani Martins w 16 odcinku w sezonie 1.
- Gość specjalny z Candelaria Molfese

### Dyskografia
Alba wzięła udział w produkcjach muzycznych, które zapoczątkowały serie Violetta. Wystąpiła również w klipach muzycznych związane z argentyńskim serialem.
- 2012- Violetta
- 2012- Cantar es lo que soy
- 2013- Hoy somos mas
- 2013- Violetta En Vivo
- 2014- Gira mi Canción

Piosenki w których pojawiła się Alba:
- Entre tu y yo
- Ven y canta (wszyscy razem)
- Tienes el talento
- Peligrosamente bellas (duet z Mercedes Lambre)
- Ser mejor (wszyscy razem)
- On beat (wszyscy razem)
- Euforia (wszyscy razem)
- Algo se enciende (wszyscy razem)
- Enceder nuestra luz (wraz z Lodovica Comello, Candelaria Molfese i Mercedes Lambre)
- A mi lando (wraz z Lodovica Comello i Candelaria Molfese)
- Es mi pasion (wszyscy razem)
- En Gira (wszyscy razem)
- Friends till the end (wszyscy razem)